# Archytas flavifrons
Archytas flavifrons là một loài ruồi trong họ Tachinidae.